# جوناثان باول (منتج تلفزيوني)
جوناثان باول (بالإنجليزية: Jonathan Powell)‏ هو منتج تلفزيوني بريطاني، ولد في 25 أبريل 1947 في سيتينغبورن ‏ في المملكة المتحدة.

## وصلات خارجية
- جوناثان باول على موقع IMDb (الإنجليزية)
- جوناثان باول على موقع ألو سيني (الفرنسية)
- جوناثان باول على موقع أول موفي (الإنجليزية)
- جوناثان باول على موقع قاعدة بيانات الفيلم (الإنجليزية)
- جوناثان باول على موقع كينوبويسك (الروسية)